# Torneo di Wimbledon 1948 - Singolare ragazzi
È stata la seconda edizione del torneo juniores a Wimbledon. I partecipanti sono stati divisi in due gironi all'italiana da cui sono usciti vincitori rispettivamente Staffan Stockenberg e Dezső Vad. Nell'incontro per il titolo Stockenberg ha sconfitto Vad con il punteggio di 6–0, 6–8, 5–7, 6–4, 6–2.

## Finale
|  | Finale              |                     |   |   |   |   |   |  |
|  |                     |                     |   |   |   |   |   |  |
|  | Staffan Stockenberg | Staffan Stockenberg | 6 | 6 | 5 | 6 | 6 |  |
|  | Dezső Vad           | Dezső Vad           | 0 | 8 | 7 | 4 | 2 |  |

### Gruppo A
|  |                      | Vad | Molinari | Genza | Larson | Berksmans | RR V-P | Set V-P | Game V-P | Classifica |
|  | Dezső Vad            |     | 4–5      | 8–1   | 6–3    | 6–3       | 4–1    | 4–1     | 31–14    | 1          |
|  | Jean-Claude Molinari | 5–4 |          | 3–6   | 5–4    | 8–1       | 4–1    | 4–1     | 29–16    | 2          |
|  | Genza                | 1–8 | 6–3      |       | 3–6    | 7–2       | 3–2    | 3–2     | 22–23    | 4          |
|  | J Larson             | 3–6 | 4–5      | 6–3   |        | 6–3       | 3–2    | 3–2     | 26–19    | 3          |
|  | L Berksmans          | 3–6 | 1–8      | 2–7   | 3–6    |           | 1–4    | 1–4     | 15–30    | 5          |

### Gruppo B
|  |                     | Stockenberg | Fitzpatrick | Dubuisson | Flier | Pape | RR V-P | Set V-P | Game V-P | Classifica |
|  | Staffan Stockenberg |             | 4–5         | 6–3       | 7–2   | 6–3  | 4–1    | 4–1     | 28–17    | 1          |
|  | Gerry Fitzpatrick   | 5–4         |             | 4–5       | 3–6   | 6–3  | 2–3    | 2–3     | 18–27    | 4          |
|  | Roland Dubuisson    | 3–6         | 5–4         |           | 7–2   | 5–4  | 3–2    | 3–2     | 24–21    | 3          |
|  | P Flier             | 2–7         | 6–3         | 2–7       |       | 1–8  | 1–4    | 1–4     | 13–32    | 6          |
|  | Rolf Pape           | 3–6         | 3–6         | 4–5       | 8–1   |      | 1–4    | 1–4     | 21–24    | 5          |